# Juliette
Juliette es una película francesa de comedia dramática de 2013 dirigida por Pierre Godeau. Entre el reparto de actores se encuentran Àstrid Bergès-Frisbey, Féodor Atkine, Yannik Landrein y Élodie Bouchez.

## Sinopsis
Juliette tiene 25 años, la edad de las posibilidades, la edad de los amantes... Pertenece a una generación que por no llorar decide reír, sin embargo Juliette todavía tiene que crecer...

## Reparto
- Àstrid Bergès-Frisbey es Juliette.
- Féodor Atkine es el padre de Juliette.
- Yannik Landrein es Antoine.
- Élodie Bouchez es Louise.